# Paradise (club de alterne)
El club Paradise es un club de alterne ubicado en La Junquera, en España, cercano a la frontera con Francia. Ocupando un espacio de 2700 metros cuadrados y 80 habitaciones, ha sido definido como uno de los mayores burdeles de Europa, llegando a albergar a hasta 350 trabajadoras sexuales en verano.

## Descripción
Dispone de dos salas, bien iluminadas, de las cuales una es para clientes de prestigio o VIP.Desde su inauguración, el ayuntamiento de La Junquera ha prohibido al club que hiciese publicidad móvil en el municipio.Se ha reportado que la mayoría de los clientes del establecimiento son franceses, quienes cruzan la frontera debido al estado legal de la prostitución en Francia.Al momento de la apertura del club, se reportó que la mayoría de las trabajadoras procedían del Este de Europa o de Sudamérica.

## Historia
El club fue inaugurado oficialmente a las 20:00 del jueves 21 de octubre de 2010, tras una sentencia favorable a su apertura del Tribunal Superior de Justicia de Cataluña.Fue fundado por el empresario gerundense José Moreno, el cual había sido detenido varias veces en años anteriores por delitos concernientes a la prostitución.Pocos días después de su apertura, varias trabajadoras sexuales de origen brasileño fueron detenidas por incumplir la Ley de Extranjería.
En marzo de 2012, el dueño del Paradise fue condenado a tres años de cárcel por favorecer la inmigración clandestina de mujeres para trabajar en su club. Tras recurrir la sentencia, sería posteriormente absuelto en 2014.En julio de 2015, José Moreno fue, de nuevo, detenido provisionalmente, al haber sido acusado de fraude fiscal, incluyendo la tenencia de cajeros automáticos ilegales dentro del local; la policía requisó hasta seis.
En abril de 2012, uno de los clientes del club murió por un paro cardíaco tras haber golpeado a una trabajadora y ser reducido por la seguridad del club.En octubre de ese año, el club sufrió, junto con otros clubs de alterne de la zona del Alto Ampurdán, una redada policial masiva.En julio de 2013, siete personas fueron detenidas en el Paradise, acusadas de haber explotado sexualmente a una mujer con discapacidad psíquica grave en varios puntos de la localidad. En 2016, el Paradise sufrió un incendio en una de sus terrazas, lo que obligó a desalojarlo temporalmente.En diciembre de 2017, el club apareció reseñado en El programa de Ana Rosa.En noviembre de 2018 hubo un nuevo registro policial en los clubs de La Junquera, que afectó de nuevo al Paradise. En julio de 2019, un joven bielorruso desaparecido en la playa de Rosas fue hallado en el prostíbulo. En noviembre de ese año, un bloqueo fronterizo por parte de Tsunami Democrático dejó al club sin clientes durante un día y una noche.
En marzo de 2020, José Moreno presentó un ERTE debido a la crisis del Coronavirus que afectó a camareros, cocineros, limpiadoras y personal de mantenimiento; no así a las trabajadoras sexuales del local, las cuales no pudieron acogerse al mismo por no reconocerse una relación laboral existente entre ellas y el club. Moreno afirmó que la mayoría de las trabajadoras habían vuelto a sus países de origen.El club reabrió en octubre de 2021 con el fin de las restricciones al ocio nocturno impuestas por la Pandemia.
En 2022, el Paradise fue acusado formalmente del impago de más de 111 millones de euros en cuotas tributarias no ingresadas, IVA, impuestos de sociedades e IRPF, incluyendo la evasión fiscal directa de 21,6 millones por parte de su dueño, José Moreno.En diciembre de ese año, un cliente fue detenido por un altercado y por casi atropellar a dos agentes de la ley.

### Ataques con bombas
El Paradise se hizo notorio en medios de comunicación nacionales a raíz de sendos atentados con artefactos explosivos ocurridos en diciembre de 2012.
El primero de ellos ocurrió el 12 de diciembre a las 6:00. Dos motoristas encapuchados lanzaron artefactos explosivos contra el club, uno frente al almacén del establecimiento y otro en la puerta principal de accesos al burdel. El primero explotó, causando daños, pero el segundo no lo hizo al fallar el detonador.
El segundo sucedió a las 19:00 del 23 de diciembre. Cuatro personas ataviadas con pasamontañas y fusiles automáticos  dejaron un coche ante la puerta del local y gritaron que en su interior había una bomba. Acto seguido huyeron con otro vehículo. La policía confirmó que en el coche había dos bombonas de butano con una carga de TNT y pentrita. De nuevo falló el detonador.
El último atentado ocurrió la noche de Nochevieja (31 de diciembre) de 2012. Esa noche, los Mozos de Escuadra recibieron una llamada avisando que había una bomba dentro del establecimiento que explotaría a medianoche. Tras evacuar a casi 1000 personas y revisar el local, concluyeron que había sido una falsa alarma para atemorizar al dueño del burdel.
Estos ataques llevaron a proteger temporalmente el prostíbulo a principios de 2013 (con cierta polémica entre los cuerpos policiales involucrados); y, posteriormente, a la detención de siete personas en las provincias de Barcelona y Gerona en noviembre de 2013.
En diciembre de 2017, uno de los acusados por los ataques, Xavier Jaume Peña 'El Gordo' (supuesto cabecilla de los imputados), fue asesinado al explotar una bomba lapa acoplada a su coche en Viladecans. Se ha especulado que su muerte podría deberse a un ajuste de cuentas con alguno de sus múltiples enemigos, entre ellos, los dueños del prostíbulo.Los otros seis acusados fueron absueltos en mayo de 2022.

## Condiciones laborales
En la apertura del club en octubre de 2010, una reportera del Diari de Girona se presentó a trabajar, camuflándose como una prostituta junto a un acompañante haciendo el papel de cliente, para describir las condiciones del club. Encontró que el local tenía clientas femeninas, además de clientes, y se quejó de que nadie le había mostrado dónde estaba el botón de alarma (para usar en caso de cliente violento), ni le habían facilitado preservativos, puntualizando que estos son de pago. La periodista relató que, a cambio de 70 euros por noche, el club proporcionaba a las trabajadoras tres comidas, un armario con cerradura y un cama de matrimonio compartido con otra chica para dormir en ella. En ese momento, el precio mínimo establecido por el burdel para un servicio de media hora era de 55 euros, incluyendo una tasa de electricidad de 5 euros que la prostituta debía abonar.
Las prostitutas, según su relato, también deben pagar si quieren hacer uso del jacuzzi del club, si quieren sábanas especiales para ir a la suite, o si se demoran en la habitación del club una vez el cliente se ha marchado. En caso de un servicio especial (como salir a una casa particular por 1000 euros), el club se quedaría con aproximadamente el 30%. Además de todo ello, relató que en el club hay peluquería, tienda de ropa y de juguetes sexuales, todo de pago.Según el relato, está prohibido que el personal laboral del club contrate a prostitutas, y estas deben aparecer en el club todos los días por los que hayan abonado su plaza laboral, o la perderán. Tienen un día libre por semana. La periodista no tuvo problema al renunciar a su plaza en el club esa misma noche.El trabajo dura desde las 17:00 hasta las 5:00 AM.
En abril de 2013, el club fue multado por la Agencia Española de Protección de Datos por tener dos cámaras de videovigilancia en el vestuario de las prostitutas, lo cual constituye una infracción grave de invasión a la intimidad.
Tras el comienzo de la Pandemia en 2020, se reportó que el dueño del burdel había echado a la calle a las prostitutas, sin darles apenas tiempo a organizarse, ni la posibilidad de quedarse unos días en el club, ni les ofreció ninguna ayuda de cualquier otro tipo.

## Críticas
Siendo el club de alterne más grande de Cataluña, y uno de los más grandes de Europa, el Paradise ha sido criticado de forma recurrente, sobre todo por feministas abolicionistas de la prostitución. La cineasta Mabel Lozano abrió en 2012 una petición en Change.org dirigida al Conseller de Interior catalán para que cerrase el local. Dicha petición reunió más de 80.000 firmas.El club también fue criticado en su apertura por el, por aquel entonces, candidato a la presidencia de la Generalidad de Cataluña Artur Mas.